# Henrietta Modig Serrate
Henrietta Simone Modig Serrate, född Serrate 12 februari 1992 i Bergsjöns församling i Göteborg, är en svensk politiker (socialdemokrat). Hon är regionstyrelsens ordförande i Region Kronoberg sedan 10 april 2024. 

## Biografi
Henrietta Modig Serrate är uppvuxen i Växjö.

### Utbildning
Modig Serrate läste naturvetenskapliga programmet på Katedralskolan i Växjö och tog studenten 2010. Hon har en gymnasielärarexamen i historia och samhällskunskap från Linnéuniversitetet. Hennes examensarbete i historia handlade om Huseby bruk.

### Politikergärning
Modig Serrate gick med i SSU under valrörelsen 2006. Hon var distriktsordförande för SSU Kronoberg 2011–2016. Under 2018 var hon 2:e vice ordförande i utbildningsnämnden i Växjö kommun, och 2018–2022 var hon ledamot i kommunfullmäktige.
Hon har varit ledamot i regionfullmäktige i Region Kronoberg sedan bildandet 2015 och var dessförinnan ledamot i landstingsfullmäktige från 2010. Under åren 2015–2018 var hon 1:e vice ordförande i folkhälsoberedningen. Från 1 januari 2019 var hon  oppositionsråd i regionen.
Under våren 2024 bildade Socialdemokraterna och Moderaterna ett nytt majoritetsstyre i Region Kronoberg, och 10 april 2024 valdes Modig Serrate till regionstyrelsens ordförande.
2021 utsågs Modig Serrate till en av Sveriges mäktigaste politiker under 30 år.

### Privatliv
Modig Serrate bor utanför Växjö, är gift och har en son (född 2022). Hon har tävlat i konstsim och vunnit flera SM-medaljer, både individuellt och i lag.